# La Feria North
La Feria North es un lugar designado por el censo ubicado en el condado de Cameron en el estado estadounidense de Texas. En el Censo de 2010 tenía una población de 212 habitantes y una densidad poblacional de 73,02 personas por km².

## Geografía
La Feria North se encuentra ubicado en las coordenadas 26°10′44″N 97°49′20″O / 26.17889, -97.82222. Según la Oficina del Censo de los Estados Unidos, La Feria North tiene una superficie total de 2.9 km², de la cual 2.77 km² corresponden a tierra firme y (4.55%) 0.13 km² es agua.

## Demografía
Según el censo de 2010, había 212 personas residiendo en La Feria North. La densidad de población era de 73,02 hab./km². De los 212 habitantes, La Feria North estaba compuesto por el 91.51% blancos, el 0% eran afroamericanos, el 0% eran amerindios, el 0% eran asiáticos, el 0% eran isleños del Pacífico, el 0% eran de otras razas y el 8.49% pertenecían a dos o más razas. Del total de la población el 70.75% eran hispanos o latinos de cualquier raza.